# Delphine Darbellay
Delphine Darbellay (23 de octubre de 2002) es una deportista suiza que compite en esquí alpino. Ganó una medalla de plata en el Campeonato Mundial de Esquí Alpino de 2025, en la prueba de equipo mixto. 

## Palmarés internacional
| Campeonato Mundial | Campeonato Mundial | Campeonato Mundial | Campeonato Mundial |
| Año                | Lugar              | Medalla            | Prueba             |
| ------------------ | ------------------ | ------------------ | ------------------ |
| 2025               | Saalbach (Austria) | Medalla de plata   | Equipo mixto       |